# Goro Yamada
Goro Yamada (山田 午郎 Yamada Goro?), född 3 mars 1894, död 9 mars 1958, var en japansk fotbollsspelare och tränare.
Goro Yamada var tränare för det japanska landslaget 1925.